# Aurelianus (konsul)
Aurelianus (omtalad 393-416), var en östromersk statsman.
Aurelianus var av förnäm härkomst och tog efter 399 livlig del i politiken. Han var ledare för det antigermanska partiet och motarbetade framför allt den mäktige gotiske härföraren Gainas. De snabba växlingarna runt år 400 förde Aurelianus först till maktens centrum, därefter i fängelse och landsflykt. Till sist lyckades han dok vinna makten och var under några år östromerska rikets ledare. Han lät systematiskt rensa militär och statsförvaltning från germaner. Synesios som var det antigermanska partiets författare hyllar Aurelianus som politiker och menade honom stå för den lyckosamma föreningen av mildhet och fasthet. Aurelianus undertryckande av det germanska inflytandet kom att få stor betydelse för rikets fortsatta utveckling.